# Dasyproctidae

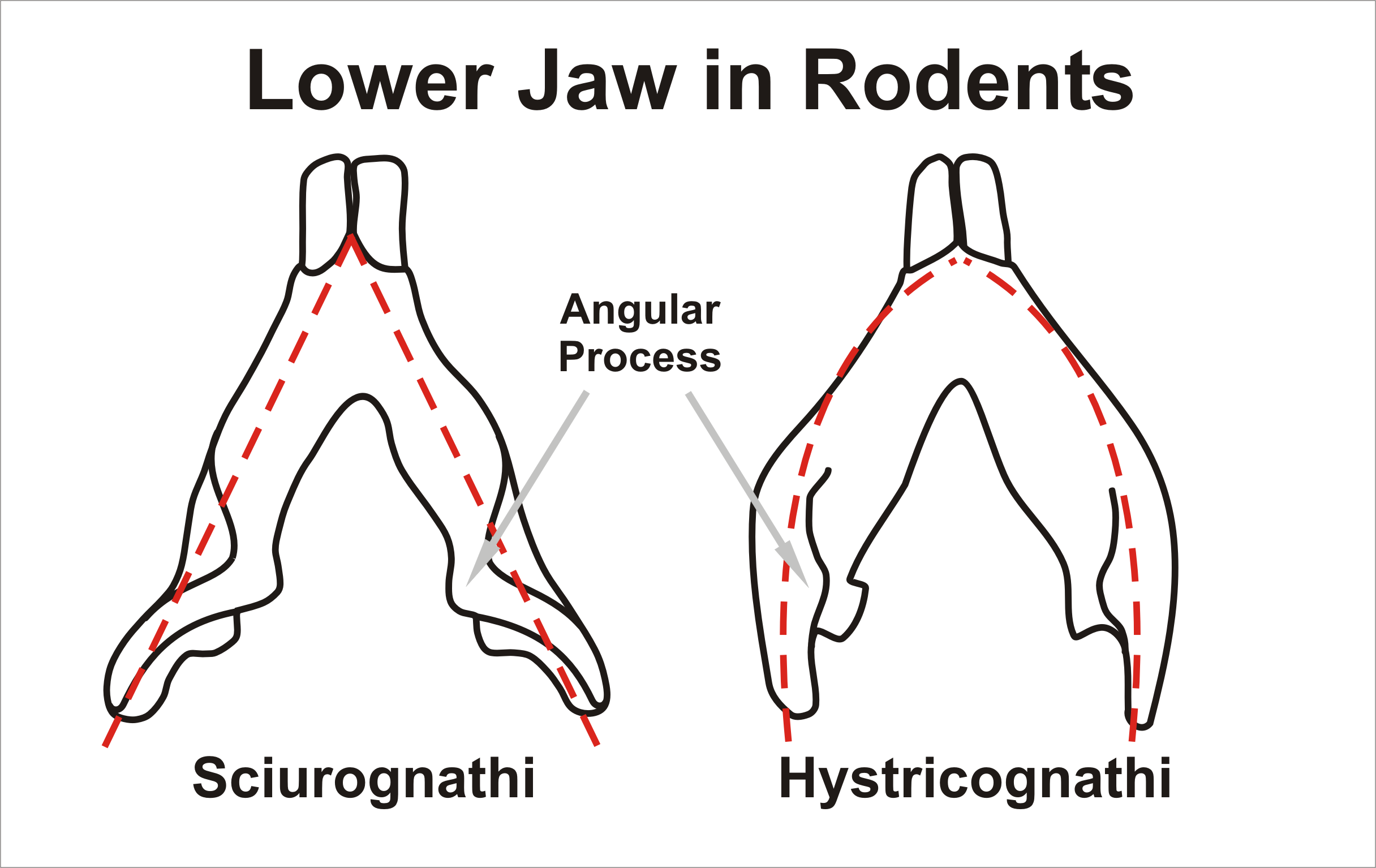
Fig.1

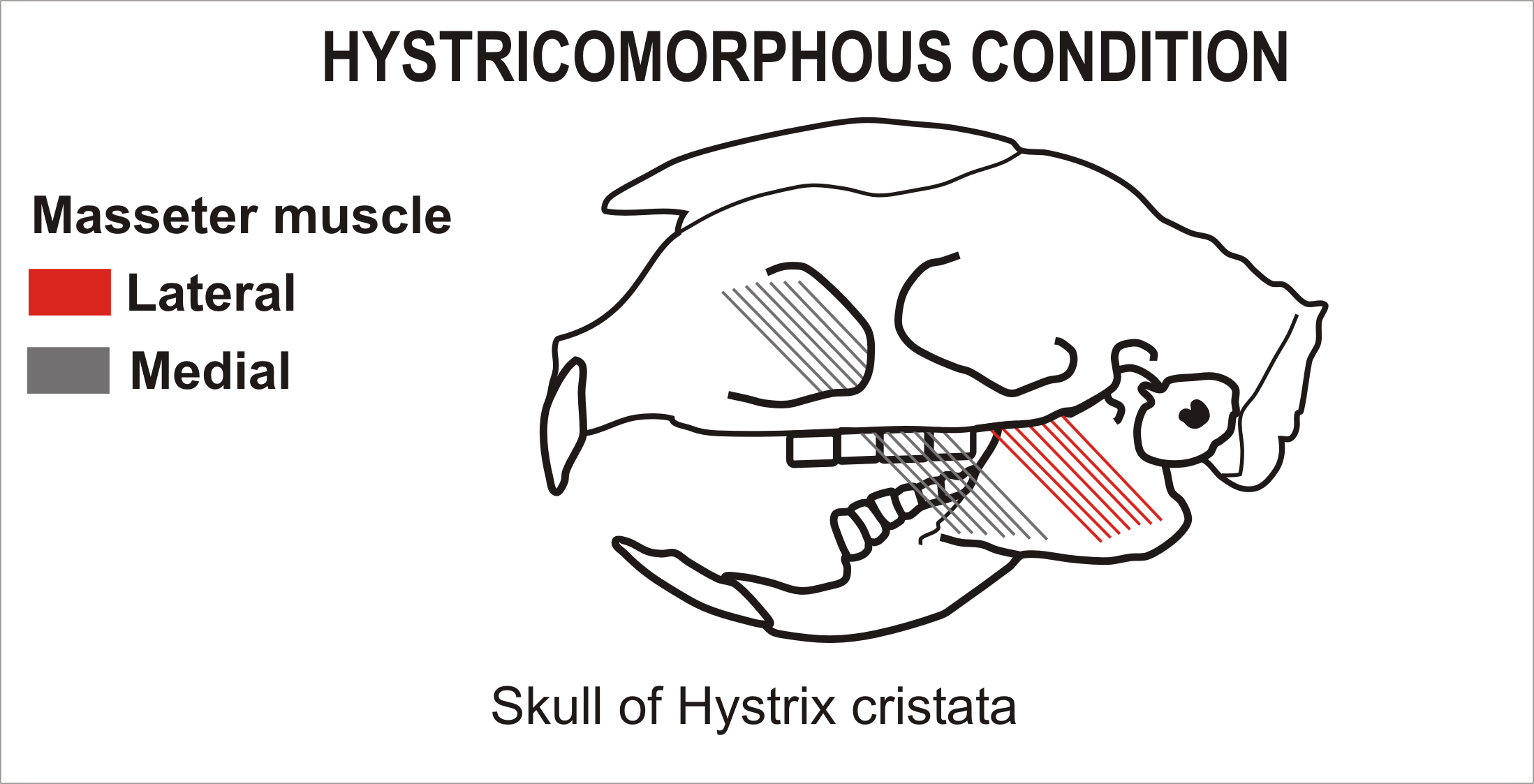
Fig.2

I Dasiprottidi (Dasyproctidae Bonaparte, 1838) sono una famiglia di Roditori, del sottordine degli Istricomorfi alla quale appartengono gli aguti e gli acouchy. 

## Descrizione

### Dimensioni
Questa famiglia comprende roditori di grosse dimensioni con un peso fino a 4 kg.

### Caratteristiche craniche e dentarie
Il cranio è particolarmente allungato talvolta con una cresta sagittale. Le ossa pre-mascellari e nasali si proiettano in avanti ben oltre gli incisivi. Le arcate zigomatiche sono relativamente delicate, la bolla timpanica non è particolarmente rigonfia. La mandibola è di tipo istricognato (Fig.1) mentre la disposizione del massetere è di tipo istricomorfo (Fig.2). Il foro infra-orbitale è ingrandito ma privo di fessure separate per il passaggio di fasce nervose. I denti masticatori sono quattro in ogni semi-arcata, sono fortemente ipsodonti ed hanno la superficie occlusale piatta, con diverse pieghe che rimangono isolate tra loro con l'usura dello smalto. Gli incisivi sono relativamente sottili. La clavicola è rudimentale o assente.

### Aspetto
Il corpo è snello ed aggraziato, gli arti sono allungati e sottili con quelli posteriori più lunghi, adattamento ad uno stile di vita cursorio. L'andatura è digitigrada. La pelliccia è corta, ruvida, densa e diventa più lunga sulla groppa. La testa è grande, le orecchie sono relativamente corte, rotonde ed esposte mentre gli occhi sono grandi. I piedi possiedono tre dita funzionali, le zampe anteriori quattro, con il pollice ridotto. Gli artigli sono lunghi, larghi ed affilati simili a dei piccoli zoccoli. La coda è corta oppure ridotta ad un tubercolo. Le femmine hanno quattro paia di mammelle addominali.

## Distribuzione e habitat
Questa famiglia è diffusa nelle regioni tropicali del Continente americano dal Messico meridionale fino al Brasile meridionale e alle Piccole Antille.
Vivono nelle foreste, zone coltivate e nelle radure e si cibano soprattutto di foglie, radici e frutti.
Poiché per raggiungere i loro luoghi preferiti di pascolo tendono a seguire sempre gli stessi percorsi, dalle loro tane sotterranee si dipartono veri e propri sentieri in varie direzioni, che questi animali hanno tracciato con il passare del tempo e che possono misurare anche centinaia di metri.

## Tassonomia
La famiglia si suddivide 2 generi:
- Genere Dasyprocta - Aguti, la coda è ridotta ad un tubercolo.
- Genere Myoprocta - Acouchy, la coda è corta ma ben visibile.

## Evoluzione
La famiglia è presente in America meridionale dall'Oligocene.